# Sultanaat Deli

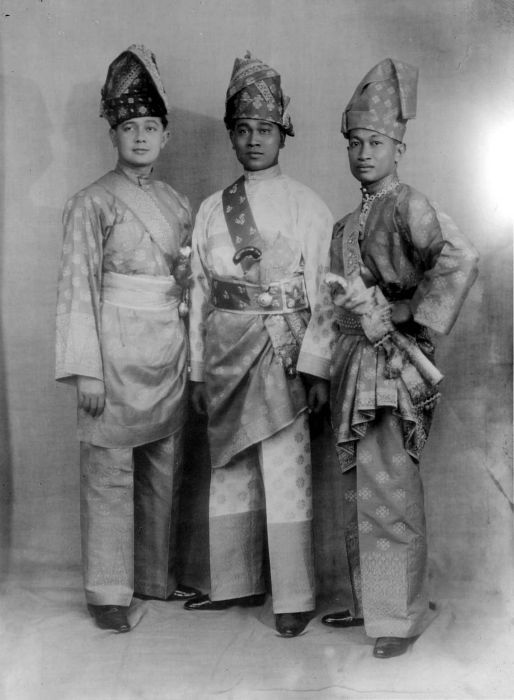
De prinsen van Deli, Langkat en Serdang.

Het sultanaat Deli is een 1.820 km² groot gebied in het noordoosten van Noord Sumatra, rond de stad Medan. Deli werd opgericht in 1630 en kwam in 1861 onder Nederlandse koloniale invloed. In 1946 ging het deel uitmaken van de nieuw uitgeroepen staat Indonesië.
In het midden van de 15e eeuw bekeerde de heerser van Atjeh zich tot de islam. Het sultanaat Atjeh werd opgericht door Ali Mughayat Syah. Hij begon campagnes om zijn controle over het noorden van Sumatra uit te breiden in 1520. Sultan Iskandar Muda breidde zijn gebied verder uit door veroveringen. In 1612 werd Deli verslagen en geannexeerd. Nederlandse interventie in 1861 resulteerde in een overeenkomst met Nederlands-Indië het volgende jaar. Door deze Nederlandse steun erkenden Atjeh en Siak de onafhankelijkheid van Deli.

## Tabakscultuur
In 1863 begon de Nederlander Jacob Nienhuys een tabaksplantage op Deli, en in het volgend jaar kwam de eerste Delitabak in Amsterdam op de markt. De kwaliteit was verbluffend goed, en de plantage werd snel uitgebreid. In 1869 richtte Nienhuys de Deli Maatschappij op. In de volgende jaren werden hij en andere planters schatrijk, maar dit ging ten koste van de vele koelies, die voor het plantagewerk uit Java waren gehaald. Om hen onder de duim te houden vaardigde het gouvernement van Nederlands-Indië de Koelieordonnantie uit, waarin strafrechtelijke bevoegdheden, zoals het opleggen van lijfstraf, werden overgedragen aan de plantagehouders. Zo ontstond in feite een nieuwe vorm van lijfeigenschap, al was formeel sprake van arbeidscontracten.
In Nederland zijn onder meer het Deliplein in Rotterdam en Groningen, de Delilaan in Hilversum en de Delistraat in Amsterdam, Den Haag, Enschede en Nijmegen naar Deli genoemd.